# Nicolás Thaller
Nicolás Alejandro Thaller (Lanús, 7 settembre 1998) è un calciatore argentino, difensore del Colón (SF).

## Caratteristiche tecniche
È un difensore centrale.

## Carriera
Cresciuto nelle giovanili del Lanús, ha esordito in prima squadra il 27 gennaio 2018 in occasione del match pareggiato 1-1 contro il Patronato.

## Statistiche

### Presenze e reti nei club
Statistiche aggiornate al 9 marzo 2018.
| Stagione        | Squadra         | Campionato      | Campionato | Campionato | Coppe nazionali | Coppe nazionali | Coppe nazionali | Coppe continentali | Coppe continentali | Coppe continentali | Altre coppe | Altre coppe | Altre coppe | Totale | Totale | Totale |
| Stagione        | Squadra         | Comp            | Pres       | Reti       | Comp            | Pres            | Reti            | Comp               | Pres               | Reti               | Comp        | Pres        | Reti        | Pres   | Reti   |        |
| --------------- | --------------- | --------------- | ---------- | ---------- | --------------- | --------------- | --------------- | ------------------ | ------------------ | ------------------ | ----------- | ----------- | ----------- | ------ | ------ | ------ |
| 2017-2018       | Lanús           | PD              | 6          | 0          | CA              | 0               | 0               | CS                 | 1                  | 0                  |             | -           | -           | 7      | 0      |        |
| Totale carriera | Totale carriera | Totale carriera | 6          | 0          |                 | 0               | 0               |                    | 1                  | 0                  |             | -           | -           | 7      | 0      |        |